# Villach-Land (distrito)
| Distrito de Villach-Land                                      |                                          |
| Estado                                                        | Caríntia                                 |
| Capital                                                       | Villach                                  |
| Área                                                          | 1 009,33 km²                             |
| População                                                     | 64 885 habitantes (1 de janeiro de 2010) |
| Densidade                                                     | 64 hab./km²                              |
| Website                                                       | Site oficial                             |
| Localização de Distrito de Villach-Land no estado de Caríntia |                                          |
|                                                               |                                          |

Villach-Land é um distrito da Áustria localizado no estado da Caríntia.

## Cidades e municípios
Villach-Land possui 19 municípios sendo nove com estatuto de mercado (Marktgemeinde) (populações em 1 de janeiro de 2010):
| Mercados: - Bad Bleiberg (2.464) - Finkenstein am Faaker See (8.465) - Nötsch im Gailtal (2.306) - Paternion (6.106) - Rosegg (1.856) - Sankt Jakob im Rosental (4.349) - Treffen am Ossiacher See (4.431) - Velden am Wörther See (8.832) - Weißenstein (3.048) | Municípios: - Arnoldstein (6.911) - Afritz am See (1.442) - Arriach (1.472) - Feistritz an der Gail (662) - Feld am See (1.174) - Ferndorf (2.280) - Fresach (1.284) - Hohenthurn (813) - Stockenboi (1.647) - Wernberg (5.343) |